# Seleniuro di indio(III)
Il seleniuro di indio(III) è un composto di indio e selenio. Ha un utilizzo potenziale nei dispositivi fotovoltaici ed è stato oggetto di un'estesa ricerca.
Le due forme più comuni α- e β- hanno il difetto delle strutture della wurtzite, tuttavia esistono cinque forme conosciute (α, β, γ, δ, κ)  La transizione di fase α- β è accompagnata da un cambiamento della conduzione metallica. La banda proibita (band-gap) del γ-In2Se3 è approssimativamente 1,9 eV.
La forma cristallina di un campione può dipendere dal metodo di produzione, per esempio le pellicole sottili di puro γ-In2Se3 sono state prodotte dal trimetilindio, InMe3, e seleniuro di idrogeno, H2Se, usando tecniche MOCVD (metalorganic chemical vapour deposition) 